# Parafia św. Stanisława w Starochęcinach
Parafia św. Stanisława w Starochęcinach – parafia rzymskokatolicka, znajdująca się w diecezji kieleckiej, w dekanacie chęcińskim.